# Torri Ligini
Torri Ligini è un complesso architettonico italiano ubicato a Roma nel quartiere dell'Eur. 
Inaugurate nel 1961 e per circa trent'anni utilizzate come sede degli uffici dell'allora Ministero delle finanze, consistono di cinque edifici, i più alti dei quali sono tre torri alte più di sessanta metri intercomunicanti tramite un basamento su due livelli.
In ragione del loro uso, furono note come Torri delle Finanze o Torri dell'Eur. 
In disuso dalla fine degli anni novanta, vari progetti di ristrutturazione e riqualificazione che le riguardano non hanno, al 2025, trovato pratica attuazione e il complesso versa in stato di abbandono, tanto da avere guadagnato giornalisticamente il soprannome di «Beirut» (per evidente traslato degli effetti sugli edifici della guerra civile in Libano).
Proprietario del complesso è Fintecna, società partecipata al 100% da Cassa Depositi e Prestiti.

## Storia
Gli edifici furono realizzati per ospitare gli uffici del Ministero delle finanze, nell'ambito di una più ampia serie di interventi architettonici messi in cantiere, durante gli anni '50 del Novecento, per un adeguamento dell'urbanistica della capitale in vista dei Giochi della XVII Olimpiade che si sarebbero tenuti nel 1960.
Il progetto dei palazzi fu affidato all'architetto razionalista Cesare Ligini, a cui si deve l'ideazione dei tratti generali, in collaborazione con i professionisti Vittorio Cafiero, Guido Marinucci, e Renato Venturi (questi ultimi due dell'ufficio tecnico dell'Ente EUR).

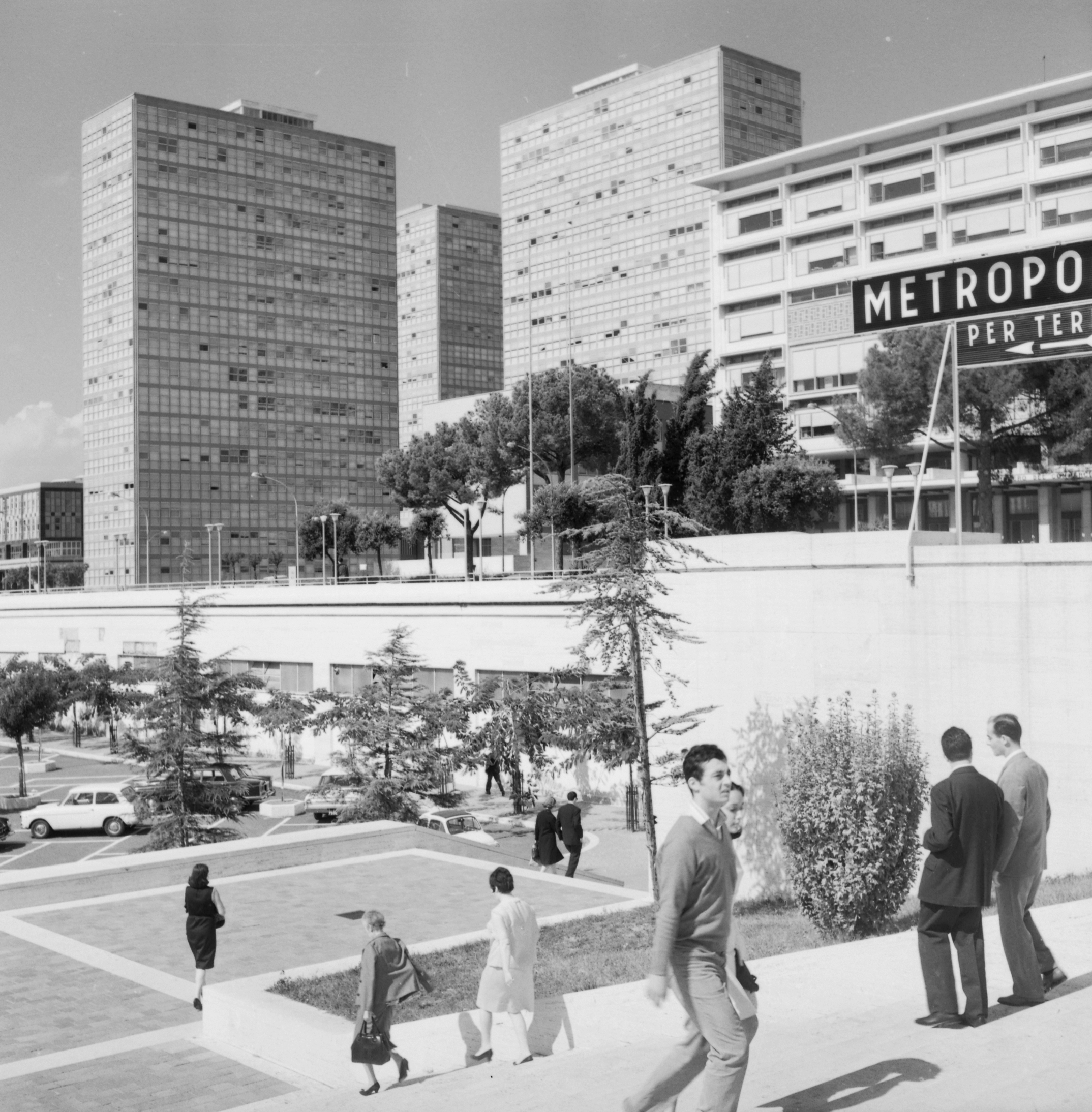
Le Torri Ligini nel 1967 viste dalla fermata metro B EUR Fermi.

Nelle intenzioni si trattava di mettere in campo un intervento progettuale "che ambiva ad essere un’icona per tutta la capitale, nei mesi che precedevano le Olimpiadi del 1960".
Nei fatti, il risultato si imponeva nel paesaggio urbano romano per lo sviluppo in altezza.
Articolato e asimmetrico nel suo sviluppo, il complesso si compone di cinque distinti edifici, tre dei quali sono torri che raggiungono un identico sviluppo verticale di 17 piani, per un'altezza massima di circa 67 m.
Elemento di raccordo dei cinque palazzi è lo zoccolo comune che li collega, realizzato su due livelli.
Il totale delle superfici interne è di quasi 50000 m².
In fase di progetto si optò per una concezione modulare che si fondava sulla ripetizione di un modulo costruttivo di 1,35 m da applicarsi come sottomultiplo di tutte le dimensioni, sia strutturali sia architettoniche.
L'aderenza a schemi e moduli progettuali "razionali" si ripercosse anche sulla velocità di cantiere, permettendo il raggiungimento della sommità in soli 18 mesi, "grazie all'impiego di travi a spessore di solaio e di casseforme metalliche per il getto dei setti" con una crescita delle strutture ben visibile e leggibile grazie alla posa in opera degli elementi e ai getti di calcestruzzo che si realizzava in assenza di ponteggi temporanei esterni.
Anche l'esteriorità delle facciate riflette la filosofia progettuale improntata a scelte di produzione industrializzata e in serie: abbandonata l'ipotesi iniziale di paramenti in materiali e forme tradizionali, si optò per una moderna facciata continua (curtain wall).
Negli anni ottanta il complesso aveva subito un intervento maldestro che ne aveva alterato in modo pesante la purezza volumetrica con l'aggiunta di una superfetazione costituita da "brutali" scale di emergenza esterne agli edifici e, soprattutto, con la sostituzione degli eleganti pannelli esterni, con quadratino rosso al centro, con elementi anonimi.

## Degrado e progetti di recupero
L'abbandono dello stabile ne ha causato il progressivo stato di degrado. Svuotato degli uffici ministeriali, le sue vicende sono giunte senza novità alla fine degli anni '90 del Novecento, quando si è pensato di trasformarlo in una struttura alberghiera che fosse funzionale al vicino costruendo Nuovo Centro Congressi progettato da Massimiliano Fuksas.  	
Tramontato il progetto alberghiero, si era prospettato un inserimento degli stabili nell'ambito di un piano di decentramento e potenziamento degli uffici comunali denominato "Campidoglio Due", un esito anch'esso mai realizzatosi.
Nel 2002, l'Indagine sulla città contemporanea del QART-La Sapienza di Piero Ostilio Rossi censisce l'immobile tra le opere architettoniche di rilevante interesse storico-artistico edificate nella capitale nel secondo dopoguerra e, come tale, censito nella cosiddetta Carta della qualità del nuovo Piano regolatore di Roma.

### Dismissione dal demanio pubblico
Il 24 dicembre dello stesso anno 2002, il secondo governo di Silvio Berlusconi approva un decreto legislativo, promosso dal ministro Giulio Tremonti, che autorizza l'Agenzia del Demanio ad alienare, anche in blocco, una serie di beni demaniali del patrimonio dello Stato mediante trattativa privata, senza necessità di ricorrere a strumenti di asta pubblica. A tre giorni dal decreto, il 27 dicembre 2002, l'immobile viene dismesso senza asta per la cifra di 505 milioni di euro: acquirente è Fintecna (società controllata al 100% dalla Cassa depositi e prestiti e quindi, per via indiretta, dallo stesso Ministero dell'economia e delle finanze).

### Progetto della "scatola di cristallo" di Renzo Piano
Nel 2005, sotto l'amministrazione di Walter Veltroni, si fa avanti una cordata pubblico-privata di cui è capofila la stessa Fintecna e di cui fa parte Alfiere SpA, società partecipata al 50% da Fintecna Immobiliare e per il restante 50 per cento da Progetto Alfiere SpA (quest'ultima partecipata da vari imprenditori e costruttori).
Nel 2007, il complesso viene sottoposto a un primo intervento di manutenzione straordinaria, con smontaggio degli infissi e abbattimento dei tramezzi interni. Nel clima di incertezza, i lavori vengono interrotti e lo stabile rimane abbandonato allo stato di un puro scheletro vuoto, salvo qualche mucchio di macerie sui piani, mentre sulla facciata viene posata una copertura provvisoria in pannelli colorati.
Si fa strada, in questo modo, l'ipotesi di una sua demolizione (pochi anni dopo si sarebbe realizzata l'obliterazione di un'altra opera di Cesare Ligini all'EUR, il Velodromo Olimpico, abbattuto nel 2008, sotto la giunta di Gianni Alemanno): l'abbattimento prelude a una sostituzione con una "scatola di cristallo" a destinazione residenziale (per appartamenti di lusso), progettata dal Renzo Piano Building Workshop: per agevolare il progetto, si rende necessaria una modifica al piano regolatore che escluda le torri dalla Carta della qualità, variante che viene deliberata del commissario straordinario, il prefetto Mario Morcone (delibera n. 87 dell'11 aprile 2008) e messa in atto due anni dopo, nel maggio del 2010, dalla giunta comunale del nuovo sindaco Gianni Alemanno. Il progetto, tuttavia, non prenderà mai l'avvio sia per la crisi del mercato immobiliare, sia per l'esigenza di conciliare i preesistenti vincoli architettonici. Il 21 settembre 2010, infatti, il Comitato tecnico scientifico per la qualità dell'architettura urbana e per l'arte contemporanea del MiBAC, presieduto dall'architetto Paolo Portoghesi, si esprime in termini negativi sull'impatto, sotto il profilo paesistico, del previsto abbassamento del profilo volumetrico complessivo:

### Progetto TIM
Tramontata la prospettiva della demolizione, si affaccia un diverso disegno che prevede riqualificazione dell'immobile quale quartier generale di Telecom Italia, in grado di ospitare circa 5000 dipendenti, un'idea a cui guarda con favore Giovanni Caudo, assessore all'urbanistica della giunta comunale guidata da Ignazio Marino. Il piano prevede un investimento di circa 120 milioni di euro, senza speculazione edilizia o variazione di destinazione e senza consumo di suolo. Prevede, inoltre, di preservare le cubature e la qualità architettonica del complesso con scelte di restauro rispettose delle intenzioni degli originari progettisti.
Nel mese di maggio 2015 viene bandita la competizione per il recupero, con una formula aperto a soli studi di professionisti con età inferiore a 40 anni. Il concorso architettonico viene vinto da un team di progettisti guidato da UNO-A Architetti Associati di Milano. Il progetto prevede la riqualificazione della facciata (anche in funzione di un adeguamento a standard di avanguardia dal punto di vista del comfort climatico ed energetico, secondo le linee guida della certificazione LEED-Leadership in Energy and Environmental Design), con rispetto del modulo architettonico concepito in origine da Ligini, che viene ripreso dal progetto come sottomultiplo di motivi ripetuti. Anche la nuova copertura della facciata, in travertino proveniente da una cava poco distante, riprende una soluzione già concepita in origine dal progettista. Per il grosso basamento su cui si stagliano le tre torri, invece, è prevista una copertura verde e una nuova funzione di suolo recuperato.
Il restauro, che avrebbe dovuto vedere la luce entro i primi sei mesi del 2017, è entrato in una nuova fase di incertezza già nel maggio 2015, quando Flavio Cattaneo, consigliere di Telecom Italia e, al contempo, presidente di Domus Italia (immobiliare della galassia Caltagirone), ha manifestato la sua contrarietà al progetto, ottenendo da Giuseppe Recchi, presidente esecutivo, la convocazione di un consiglio di amministrazione straordinario in cui si discutesse la faccenda. Nel mese di marzo 2016, Flavio Cattaneo è succeduto al dimissionario Marco Patuano nella carica di amministratore delegato di Telecom Italia. Tre mesi dopo, il nuovo sindaco di Roma, Virginia Raggi, a capo della neoeletta giunta capitolina espressa dal Movimento 5 Stelle, ha revocato ai proponenti il permesso di costruzione concesso nel 2015 dalla precedente amministrazione guidata da Ignazio Marino. La decisione politica della giunta (o squisitamente tecnica, secondo l'opinione dell'assessore Paolo Berdini che l'ha definita un atto dovuto) è stata motivata dall'esistenza di un'indagine sull'irregolarità nella determinazione dell'importo accordati dalla giunta di Gianni Alemanno per gli oneri di concessione. L'atto del comune di Roma potrebbe aprire a Telecom Italia una via d'uscita dagli obblighi pregressi con i partner del progetto, senza per questo dover sottostare al pagamento della pesante penale di 180 milioni di euro, da versare, per il venir meno di impegni contrattuali già sottoscritti, in favore della Cassa Depositi e Prestiti, soggetto pubblico titolare del 100% del capitale sociale di CDP Immobiliare.

### Progetto CDP
Nell'ottobre 2019 la Cassa Depositi e Prestiti, proprietaria del complesso, ha annunciato l'avvio del progetto di riqualificazione, che in tre anni si propone di recuperare gli immobili per ricavarne edifici gestionali in chiave ecosostenibile. Nel settembre 2020 la Jones Lang LaSalle Incorporated (JLL) ha ricevuto il mandato per la locazione degli uffici nelle Torri Ligini da CDP Immobiliare, per un totale di oltre 63.000 m² e 3100 postazioni di lavoro, a cui si aggiungono 256 posti auto e 180 posti moto. Nell'arco di 30 mesi si svolgeranno i lavori di riqualificazione da parte di CDP Immobiliare per 140 milioni di euro con l'ottenimento delle certificazioni LEED e Well Gold.